# Jančar
Jančar je priimek v Sloveniji, ki ga je po podatkih Statističnega urada Republike Slovenije na dan 1. januarja 2010 uporabljalo 788 oseb.

## Znani nosilci priimka
- Drago Jančar (*1948), pisatelj, dramatik, esejist, akademik
- Ferdinand Jančar (1872 - 1898), zgodovinar
- France Jančar (1820 - 1889), narodni gospodar ("Umni gospodar")
- Irma Jančar ("Polž na verigi")
- Janez Jančar (*1945), medicinec, patolog
- Janez Jančar (*1954), poslanec
- Josipina Jančar (1854 - ?), dobrotnica
- Jože Jančar (1920 - 2000), medicinski pisec, psihiater
- Lizika Jančar - Majda (1919 - 1943), narodna herojinja
- Marjan Jančar (1928 - 2019), krajinski arhitekt
- Martin Jančar, pravnik, sodnik
- Matjaž Jančar (1940 - 1996), diplomat in publicist
- Olga Jančar (194? - 2017), gledališka delavka, direktorica Borštnikovega srečanja
- Petra Jančar (*1979), oblikovalka nakita
- Rudolf Jančar (1914 - 1991), partizan, eklektrotehnik (direktor IEZE)
- Tim Jančar, pianist
- Tjaša Jančar, obojkarica na mivki
- Tomaž Jančar, ornitolog
- Žiga Jančar, smučarski skakalec